# Strakonická jednota
Strakonická jednota či Jednota strakonická byl spolek českých pánů založený v roce 1449, namířený proti vzrůstající moci Jiřího z Poděbrad a jeho Poděbradské jednotě. 
V čele Strakonické jednoty stáli Oldřich II. z Rožmberka a maltézský převor Václav z Michalovic. Obě strany konfliktu hledaly spojence i mimo české země, v přímém střetu se Strakonická jednota ukázala jako slabší a v roce 1451 prakticky zanikla

## Příčiny vzniku
V období bezvládí po smrti Albrechta Habsburského měly v Čechách hlavní vliv dvě politické strany kolem dvou výrazných osobností: kališnické východočeské landfrýdy vedl Hynce Ptáček z Pirkštejna, katolická strana měla v čele Oldřicha z Rožmberka. Po Ptáčkově smrti převzal jeho roli Jiří z Poděbrad.  24. června 1448 byla na sjezdu východočeských landfrýdů v Kutné Hoře  ustavena jednota, později nazývaná Poděbradská, jejímž posláním bylo dodržování kompaktát. Jejími členy nebyli jen kališnická šlechta a města, ale i někteří katoličtí šlechtici. Sněm zároveň jmenoval Jiříka správcem "všech obcí příchylných k zákonu božímu". Dobře připravenou vojenskou akcí pak Jiří z Poděbrad 3. září 1448 ovládl téměř bez boje Prahu a pražského purkrabího Menharta z Hradce uvěznil na Poděbradech. Menhartův syn Oldřich zahájil proti Jiříkovi vojenské akce, aby ho donutil otce propustit. Jiří byl přístupný jednání výměnou za vydání korunovačních klenotů, které byly ukryté na jejich hradě Velhartice, ale když Menhart onemocněl, raději ho urychleně propustil. Menhart však cestou zemřel, což bylo jednak příčinou sdružení Jiříkových nepřátel do Jednoty strakonické, jednak příčinou pomluv, že Jiří dal Menharta otrávit.

## Boje s Jednotou poděbradskou
Brzy po Menhartově smrti, dne 8. února 1449, se v rezidenci generálního převora českých johanitů Václava z Michalovic na strakonickém hradě konal sjezd předních představitelů katolické šlechty jižních a západních Čech a založili Strakonickou jednotu, jejímž vůdcem byl Oldřich z Rožmberka.  
Přidali se k ní i další Jiříkovi odpůrci, Bedřich ze Strážnice a Kolda ze Žampachu. Z katolických šlechtických rodů patřili mezi její členy např. páni z Hradce, Švamberkové, Kolovratové, Švihovští aj. Zpočátku vedl hlavní boj proti Poděbradské jednotě Kolda ze Žampachu (boje probíhaly ve východních Čechách a na Moravě a Kolda dosáhl i dílčích úspěchů), brzy však bylo uzavřeno roční příměří a probíhala jednání. 
Obě strany mezitím hledaly spojence i v zahraničí: Oldřich z Rožmberka se snažil získat římského krále Fridricha III. a Fridricha Saského, Jiří uzavřel dohodu s Albrechtem Braniborským, Vilémem Saským a Otou Bavorským. Válka znovu vypukla v květnu roku 1450. K opovědnému listu, zaslanému Jiříkem Oldřichovi z Rožmberka, se připojili i Pražané. Nedaleko Rokycan (u Mýta) zaútočila 4. června 1450 Jiřího vojska na oddíly strakonické jednoty a během tzv. bitvy u Rokycan je díky účinné dělostřelecké palbě zahnala na útěk. Strakoničtí žádali o příměří, které bylo uzavřeno na hradě Vildštejně. Vildštejnská dohoda potvrdila kompaktáta a tzv. list mírný a příměří bylo uzavřeno až do jara následujícího roku (vyloučeni z něho byli Kolda ze Žampachu, Bedřich ze Strážnice a také Fridrich Saský, proti němuž Jiří brzy zahájil válečné tažení). Strakonická jednota se pak prakticky rozpadla, mimo jiné i proto, že hlavní postavení v rožmberském rodě převzal Oldřichův syn Jindřich, který byl ochotnější k jednáním.